# Ю О Сон
Ю О Сон (кор. 유오성) — південнокорейський актор.

## Біографія
Ю О Сон народився 11 вересня 1966 року у повіті Йонволь що знаходиться на самому півдні провінції Канвон Республіки Корея. Свою акторську кар'єру він розпочав у 1992 році з другорядних ролей у кіно. Підвищення популярності актора сприяли головні ролі у фільмах «Шпигун» та «Напад на заправку» що вийшли на екрани у 1999 році. Найуспішнішим в кар'єрі для О Сона став 2001 рік в якому він зіграв головну роль у фільмі «Друг», за роль в якому він отримав декілька престижних нагород в тому числі «Кращий актор» на Азійсько-тихоокеанському кінофестивалі. У 2004 році О Сон почав зніматися у історичному серіалі «Чан Гіль Сан», роль в якому стала першою головною роллю у телесеріалі в його кар'єрі. У наступні роки актор багато знімався як у фільмах так і в серіалах, але по справжньому успішних ролей серед них не було. У 2013 році за ролі у спеціальних драмах «Острів матері» та «Вершник диявола» актор отримав нагороду на щорічній Премії KBS драма. Восени 2015 року розпочалися зйомки історичного серіалу «Купець: Кекджу 2015», в якому О Сон зіграв одну з головних ролей. У 2018 році О Сон зіграв роль полководця Йон Кесомуна у історичному фільмі «Велика битва», що вийшов на екрани у вересні того ж року.

## Фільмографія

### Телевізійні серіали
| Рік  | Назва                                                                           | Роль                 | Мережа |
| ---- | ------------------------------------------------------------------------------- | -------------------- | ------ |
| 1998 | «Завтрішня мета»                                                                | Кан Дехо             | MBC    |
| 2000 | «Деякі люблять гаряче»                                                          | Кан Манхо            | MBC    |
| 2004 | «Чан Гіль Сан»                                                                  | Чан Гіль Сан         | SBS    |
| 2006 | «Невидима людина»                                                               | Чхве Чансу           | KBS2   |
| 2007 | «Шановний коханий»                                                              | Ко Донву             | SBS    |
| 2009 | «Проковтнути сонце»                                                             | Джексон Лі           | SBS    |
| 2009 | «Непереможний Лі Пьон Кан»                                                      | поліцейський (камео) | KBS2   |
| 2010 | «Кім Суро, Залізний король»                                                     | Шингві-хан / Теган   | MBC    |
| 2012 | «Діло о зникненні члена Національної ассамблеї Чан Чхі Сона» (спеціальна драма) | Чан Чхі Сон          | KBS2   |
| 2012 | «Віра»                                                                          | Кічхуль              | SBS    |
| 2013 | «Острів матері» (спеціальна драма)                                              | Лі Тан               | KBS2   |
| 2013 | «Вершник диявола» (спеціальна драма)                                            | Мунбок               | KBS2   |
| 2014 | «Чосонський стрілець»                                                           | Чхе Вонсін           | KBS2   |
| 2015 | «Шпигун»                                                                        | Хван Гічхоль         | KBS2   |
| 2015 | «Купець: Кекджу 2015»                                                           | Гіль Соге            | KBS2   |
| 2016 | «Нестримно закохані»                                                            | Чхе Хьонджун         | KBS2   |
| 2018 | «Ти людина?»                                                                    | Со Чонгіль           | KBS2   |
| 2019 | «Моя країна: Нова ера»                                                          | Со Гом               | JTBC   |

### Фільми
| Рік  | Назва                                          | Роль                |
| ---- | ---------------------------------------------- | ------------------- |
| 1991 | «Кохання, кохання: Історія кохання Хан Хї Чак» | Дальсік             |
| 1993 | «Перше кохання»                                |                     |
| 1994 | «Я хочу щоб це було мені заборонено»           | Хван Намгі          |
| 1995 | «Лікар Бон»                                    | Ондаль              |
| 1995 | «Терорист»                                     | Чомпьо              |
| 1995 | «Людина?»                                      | Сон Чхундо          |
| 1996 | «Вбити кохання»                                | Пек Джун            |
| 1997 | «Отрута»                                       |                     |
| 1997 | «Удар»                                         | Тесу                |
| 1998 | «Субота о 14:00»                               | Дальсу              |
| 1998 | «Весна в рідному місті»                        | дядько Сонміна      |
| 1999 | «Шпигун»                                       | Рі Чхольджін        |
| 1999 | «Напад на заправку»                            | Му Депо «Бульдозер» |
| 2001 | «Друг»                                         | Лі Чунсок           |
| 2002 | «Чемпіон»                                      | Кім Дук Гу          |
| 2003 | «Зірка»                                        | Йонву               |
| 2004 | «Томас Ан Чун Гин»                             | Ан Чун Гин          |
| 2006 | «Рафінад»                                      | Юнджо               |
| 2009 | «Картопляна симфонія»                          | Чінхан              |
| 2010 | «Щасливі вбивці»                               | Кім Йонсок          |
| 2011 | «Чемпіон»                                      | тренер Юн           |
| 2012 | «Не плач мама»                                 | детектив            |
| 2013 | «Друг: Велика спадщина»                        | Лі Чунсок           |
| 2015 | «Стріляй мені в серце»                         | Чхе Кіхун           |
| 2018 | «Велика битва»                                 | Йон Кесомун         |

## Нагороди
| Рік  | Нагорода                                   | Категорія                                               | Робота                                                       | Результат | Примітки |
| ---- | ------------------------------------------ | ------------------------------------------------------- | ------------------------------------------------------------ | --------- | -------- |
| 1994 | 32-га Премія Grand Bell                    | Кращий новий актор                                      | «Я хочу щоб це було мені заборонено»                         | Номінація |          |
| 1997 | 35-та Премія Grand Bell                    | Кращий актор другого плану                              | «Удар»                                                       | Номінація |          |
| 1998 | Премія MBC драма                           | Кращий новий актор                                      | «Завтрішня мета»                                             | Перемога  |          |
| 1999 | Премія найпопулярніших у Кореї розваг      | Найпопулярніший актор                                   |                                                              | Перемога  |          |
| 2001 | 46-й Азійсько-тихоокеанський кінофестиваль | Кращий актор                                            | «Друг»                                                       | Перемога  |          |
| 2001 | 9-та Премія мистецького кіно Chunsa        | Кращий актор                                            | «Друг»                                                       | Перемога  |          |
| 2001 | 38-ма Премія Grand Bell                    | Кращий актор                                            | «Друг»                                                       | Номінація |          |
| 2001 | 22-га Кінопремія Блакитний дракон          | Кращий актор                                            | «Друг»                                                       | Номінація |          |
| 2002 | 38-ма Премія Пексан                        | Кращий кіноактор                                        | «Друг»                                                       | Номінація |          |
| 2002 | 38-ма Премія Пексан                        | Найпопулярніший кіноактор                               | «Друг»                                                       | Перемога  |          |
| 2002 | 1-а Корейська кінопремія                   | Кращий актор                                            | «Чемпіон»                                                    | Номінація |          |
| 2003 | 40-а Премія Grand Bell                     | Кращий актор                                            | «Чемпіон»                                                    | Номінація |          |
| 2007 | 44-та Премія Grand Bell                    | Кращий актор другого плану                              | «Рафінад»                                                    | Номінація |          |
| 2009 | Премія SBS драма                           | Кращий актор другого плану у серіалі                    | «Проковтнути сонце»                                          | Номінація |          |
| 2012 | Премія SBS драма                           | Нагорода за майстерність (актор мінісеріалу)            | «Віра»                                                       | Номінація |          |
| 2012 | 26-та Премія KBS драма                     | Кращий актор одноактної драми                           | «Діло о зникненні члена Національної ассамблеї Чан Чхі Сона» | Номінація |          |
| 2013 | 27-ма Премія KBS драма                     | Кращий актор одноактної драми                           | «Острів матері», «Вершник диявола»                           | Перемога  | [ 6 ]    |
| 2014 | 28-ма Премія KBS драма                     | Кращий актор другого плану                              | «Чосонський стрілець»                                        | Номінація |          |
| 2015 | 29-та Премія KBS драма                     | Нагорода за майстерність (актор середньотривалої драми) | «Купець Кекджу (2015)»                                       | Номінація |          |
| 2018 | 32-га Премія KBS драма                     | Кращий актор другого плану                              | «Ти людина?»                                                 | Номінація |          |